# Black Sox-skandalen

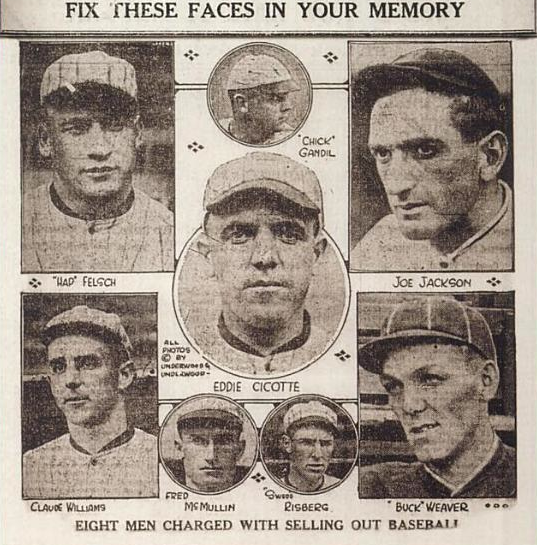
Ett kollage av de åtta avstängda spelarna som infördes 1920 i olika tidningar.

Black Sox-skandalen var en spelskandal inom professionell amerikansk baseboll. I World Series 1919 ska några spelare i storfavoriten Chicago White Sox ha fått pengar för att se till att laget förlorade mot Cincinnati Reds. Initiativtagare var förste basmannen Arnold "Chick" Gandil som höll på med vadslagning tillsammans med en bekant kriminell. Dessa två lyckades övertala ett antal spelare i Chicago att mot betalning förlora serien mot Cincinnati. Åtta spelare i White Sox bannlystes efter avslöjandet från Major League Baseball. 
Efter att ha vunnit World Series två gånger, 1906 och 1917, vann White Sox efter skandalen inte World Series igen förrän 2005. 
1988 kom filmen Eight Men Out (Åtta på plan), som handlar om Black Sox-skandalen. Charlie Sheen, John Cusack, John Mahoney, D.B. Sweeney och David Strathairn var några av skådespelarna och John Sayles regisserade.

## De åtta bannlysta
- Eddie Cicotte, pitcher, erkände sedan fusket.[2]
- Oscar "Happy" Felsch, center fielder
- Arnold "Chick" Gandil, första bas, ledaren bland de åtta som bannlystes.[3]
- "Shoeless" Joe Jackson, var den största stjärnan av de åtta.[4]
- Fred McMullin, scout, var inte med från början men fick reda på vad som skulle ske och ville ha betalt för att inte skvallra.
- Charles "Swede" Risberg
- George "Buck" Weaver, tredje bas, var inte med om fusket, men hade vetskap om det hela.[5]
- Claude "Lefty" Williams, pitcher som förlorade tre matcher.

Även Joe Gedeon, andra basman för St. Louis Browns bannlystes, då han satsat pengar på matcherna efter att han fått information från Risberg. Efter seriens slut informerade han  White Sox ägare Charles Comiskey om fusket, i ett försök till egen vinning. Gedeon bannlystes på livstid.